# Chasmina judicata
Chasmina judicata är en fjärilsart som beskrevs av Walker 1858. Chasmina judicata ingår i släktet Chasmina och familjen nattflyn. Inga underarter finns listade i Catalogue of Life.